# Álvaro Raúl Jarro Tobos
Alvaro Raúl Jarro Tobos (* 7. September 1930 in Nobsa; † 11. August 2004) war Militärbischof von Kolumbien.

## Leben
Alvaro Raúl Jarro Tobos empfing am 8. Dezember 1954 die Priesterweihe.
Johannes Paul II. ernannte ihn am 19. Juni 1984 zum Bischof von Chiquinquirá. Der Erzbischof von Tunja, Augusto Trujillo Arango, weihte ihn am 15. August desselben Jahres zum Bischof; Mitkonsekratoren waren Juan Eliseo Mojica Oliveros, Bischof von Garagoa, und Jesús María Coronado Caro SDB, Bischof von Duitama. 
Der Papst ernannte ihn am 24. Juni 1997 zum Militärbischof von Kolumbien und Titularbischof von Thasbalta. Am 7. März 1998 erklärte gemäß den neuen Vergaberichtlinien der römischen Kurie seinen Verzicht auf seinen Titularbischofssitz. Von seinem Amt trat er am 19. Januar 2001 zurück. 